# Милош Јоксимовић
Милош Јоксимовић (енгл. Milos Joksimovic) српски је рагбиста. Тренутно игра рагби 15 за Партизан.</ref>{{https://rugby.rs/partizan-nova-sezona/}}</ref>.</ref>{{https://www.instagram.com/rugbypartizan/}}</ref>

## Рагби каријера
Поникао је у Смедереву, где га је на рагби довео Енглез Фил Дрејк. 2011. је играо за Црвену Звезду, а затим 2012. прелази у Партизан, за који и даље наступа.
Играо је за младу рагби 15 репрезентацију Србије до 20 година, на Европском првенству за младе играче 2011.

## Успеси са екипом
Првак Републике Србије у рагбију 15 са Партизаном 2018, 2019, 2020, 2021.
Освајач Купа Републике Србије у рагбију 15 са Партизаном 2019.

## Приватан живот
У браку са супругом има дете. Ради као шеф магацина.